# Jadel Gregório
Pour les articles homonymes, voir Gregorio.
Jadel Abdul Ghani Gregório, né le 16 septembre 1980 à Jandaia do Sul, est un athlète brésilien, spécialiste du triple saut et du saut en longueur.
Basé à São Paulo, il a participé depuis 2001 à de nombreuses compétitions internationales, se classant toujours parmi les meilleurs.

## Biographie
Vice-champion du monde en 2007 à Osaka, quelques mois après son record personnel et continental à 17,90 m, Grégorio a également remporté deux médailles lors des éditions en salle de 2003 et 2006.
Très régulier, le Brésilien se qualifie pour chaque finale international auquel il participe et se classe toujours au moins 8e.
En 2008, lors des Jeux olympiques de Pékin, les Chinois ont construit pour lui un lit suffisamment grand pour sa grande taille (2,03 m) ainsi qu'une douche très importante.
Après s'être marié avec sa kinésithérapeute libanaise Samara Abdul Ghani, il s'est converti à l'islam et a changé son nom en Jadel Abdul Ghani Gregorio. Ensemble, ils ont deux filles, Jade et Sahara.
Bien que ses performances soit moins bonnes que ses meilleures années, le Brésilien a toujours dans le viseur les Jeux olympiques de Rio 2016. Il s'entraine désormais à San Diego aux États-Unis.

## Palmarès
| Date | Compétition                    | Lieu           | Résultat | Épreuve     | Marque  |
| ---- | ------------------------------ | -------------- | -------- | ----------- | ------- |
| 2001 | Championnats d'Amérique du Sud | Manaus         | 5e       | Longueur    | 7,22 m  |
| 2001 | Championnats d'Amérique du Sud | Manaus         | 1er      | Triple saut | 16,98 m |
| 2001 | Universiade                    | Pékin          | 3e       | Triple saut | 16,92 m |
| 2002 | Championnats ibéro-américains  | Guatemala      | 1er      | Triple saut | 16,90 m |
| 2002 | Finale mondiale                | Paris          | 4e       | Triple saut | 17,01 m |
| 2003 | Championnats du monde en salle | Birmingham     | 2e       | Triple saut | 17,43 m |
| 2003 | Championnats d'Amérique du Sud | Barquisimeto   | 1er      | Triple saut | 16,76 m |
| 2003 | Championnats du monde          | Paris          | 5e       | Triple saut | 17,11 m |
| 2003 | Jeux panaméricains             | Saint-Domingue | 2e       | Triple saut | 17,03 m |
| 2003 | Finale mondiale                | Monaco         | 4e       | Triple saut | 16,91 m |
| 2004 | Championnats du monde en salle | Budapest       | 5e       | Triple saut | 16,78 m |
| 2004 | Jeux olympiques                | Athènes        | 5e       | Triple saut | 17,31 m |
| 2004 | Finale mondiale                | Monaco         | 4e       | Triple saut | 17,13 m |
| 2005 | Championnats du monde          | Helsinki       | 6e       | Triple saut | 17,20 m |
| 2005 | Finale mondiale                | Monaco         | 2e       | Triple saut | 17,32 m |
| 2006 | Championnats du monde en salle | Moscou         | 2e       | Triple saut | 17,56 m |
| 2006 | Finale mondiale                | Stuttgart      | 2e       | Triple saut | 17,12 m |
| 2007 | Jeux panaméricains             | Rio de Janeiro | 1er      | Triple saut | 17,27 m |
| 2007 | Championnats du monde          | Osaka          | 2e       | Triple saut | 17,59 m |
| 2007 | Finale mondiale                | Stuttgart      | 6e       | Triple saut | 16,95 m |
| 2008 | Jeux olympiques                | Pékin          | 6e       | Triple saut | 17,20 m |
| 2008 | Finale mondiale                | Stuttgart      | 2e       | Triple saut | 17,09 m |
| 2009 | Championnats du monde          | Berlin         | 8e       | Triple saut | 16,89 m |
| 2009 | Finale mondiale                | Thessalonique  | 8e       | Triple saut | 15,38 m |
| 2010 | Championnats du monde en salle | Doha           | 6e       | Triple saut | 16,78 m |
| 2010 | Championnats ibéro-américains  | San Fernando   | 3e       | Triple saut | 16,82 m |

## Records
| Épreuve     | Épreuve   | Performance | Lieu   | Date         |
| ----------- | --------- | ----------- | ------ | ------------ |
| Triple saut | Plein air | 17,90 m     | Bélem  | 20 mai 2007  |
| Triple saut | En salle  | 17,56 m     | Moscou | 12 mars 2006 |